# Хан, Карнал Шер
Карнал Шер Хан (англ. Karnal Sher Khan), родился в 1970 году в городе Наван-Килли. Был офицером пакистанских вооружённых сил, погиб во время войны в Каргиле. Посмертно награждён высшей военной наградой Пакистана — Нишан-я-Хайдер.

## Биография
Карнал родился в пуштунов семье Юсуфзая и получил среднее образование в родном городе, затем закончил государственный колледж в Сваби. После окончания колледжа он вступил в ряды пакистанских военно-воздушных сил, служил на авиабазе в Рисалпуре. Карнал решил связать свою судьбу со службой в армии и поступил в военную академию с целью стать офицером. После окончания академии он служил в сухопутных войсках, в воинской части расположенной в городе Окара. В январе 1998 года Карнал Шер Хан принял решение перевестись служить в боевую часть, расположенную в проблемном регионе — Азад Кашмир. В 1999 году вспыхнул вооружённых конфликт в Кашмире. Хотя официально Пакистан не нападал на Индию, солдаты Исламской республики принимали участие в данной войне.

## Смерть
Капитан Карнал Шер Хан стал символом храбрости и мужества Каргильской войны, став первым офицером из провинции Хайбер-Пахтунхва, который получил высшую военную награду государства — Нишан-я-Хайдер. Под его руководством осуществлялась оборона пяти стратегических холмов возле города Каргил, на эти оборонительные точки приходились основные атаки индийских вооружённых сил. Несмотря на многочисленный перевес в численности, индийцы долгое время не могли прорвать оборонительную линию пакистанцев под руководством капитана Шер Хана. Затем индийцы развернули мощное наступление с участием двух батальонов пехоты, непрекращающегося миномётного огня и им удалось захватить часть оборонительных сооружений пакистанцев. Однако, Шер Хану удалось организовать контрнаступление малыми силами и превосходящие по численности индийские войска были вынуждены отступить. Во время боя за высоту Tiger Hill, Карнал Шер Хан был убит пулемётным огнём неприятеля. Его подвиг, личные и командирские качества были высоко оценены офицерами индийских вооружённых сил.